# موهان دي سيلفا
موهان دي سيلفا هو سياسي سريلانكي، ولد في 23 ديسمبر 1966. حزبياً، نشط في حزب الحرية السريلانكي. وقد انتخب عضو برلمان سريلانكا عن دائرة Galle Electoral District ‏ وقد انضم خلال فترته النيابية ‏ للكتلة البرلمانية تحالف الحرية الشعب الاتحادي.